# 부지런한 스투를라우그의 사가
부지런한 스투를라우그의 사가(고대 노르드어: Sturlaugs saga starfsama 스투를라우그스 사가 스타르프사마)는 14세기에 쓰인 포르날다르 사가다. 노르웨이의 헤르시르의 아들 스투를라우그 인 스타르프사미(Sturlaugr inn starfsami)의 이야기를 다루고 있다.
스투를라우그는 사람을 죽이고 도망쳤다가 한 야를의 딸 아가 인 파그라(Ása in fagra)와 결혼한다. 아사의 양어머니가 스투를라우그에게 여러 조언과 예언을 해주며 도움을 준다. 스투를라우그는 오록스의 뿔을 찾기 위한 위험한 모험을 떠나고, 그 뿔의 정체를 알아내는 더욱 위험한 모험을 하게 된다.
어찌어찌하여 스투를라우그는 스비아인의 군대를 이끄는 대군장이 된다. 스투를라우그의 아들이 공구흐롤프의 사가의 주인공 공구흐롤프라고 한다.